# شهرستان اومین
شهرستان اومین (به ویتنامی: Huyện U Minh) یک شهرستان در ویتنام است که در استان کاماو واقع شده‌است.

## خصوصیات
شهرستان اومین ۷۶۴ کیلومترمربع مساحت و ۹۱٬۴۳۸ نفر جمعیت دارد.

## تقسیمات اداری
شهرستان اومین به یک شهرک و هفت قصبه تقسیم شده است.
- شهرک‌ها (thị trấn)
  - اومین (U Minh)

- قصبه‌ها (xã)
  - خان‌آن (Khánh An)
  - خان‌توان (Khánh Thuận)
  - خان‌تیئن (Khánh Tiến)
  - خان‌لام (Khánh Lâm)
  - خان‌هوا (Khánh Hòa)
  - خان‌هوی (Khánh Hội)
  - نگوین‌فیچ (Nguyễn Phích)